# منطقه تاریخی سنترال کورت
منطقه تاریخی سنترال کورت (انگلیسی: Central Court Historic District) یک ناحیه تاریخی است که در محله تاریخی شهر ایندیاناپلیس در شمال مرکزی شهر و شهرستان ماریون در ایندیانا، ایالات متحده واقع شده‌است. اماکن اطراف دادگاه مرکزی نزدیک تقاطع خیابان سی و ششم و خیابان مرکزی است: ۵۷ محله شامل هفتاد و پنج ساختمان در مساحت ۷٫۶ هکتار (۳٫۱ هکتار) قرار دارد.
سنترال کورت در ۱۹۱۶ توسط اسکار آ. خوزه و پیتر جی بالز، مالکان محلی که محله‌هایی مانند پارک مریدین را در جنوب غربی در اختیار داشتند ساخته شد و محله‌هایی که در خیابان‌های مسیر شاهراه فال کریک بین خیابان‌های سی و هشتم و سی و سوم قرار دارد به وسیله ایشان ایجاد شد. آنها طیف وسیعی از سبک‌های معماری را برای خانه‌های این محل به کار گرفتند، از جمله صنایع دستی آمریکایی، احیای سبک دوران مستعمره، احیای سبک استعمار هلند در آمریکا،بسیاری از این طرح‌ها چندین بار در محله مورد استفاده قرار گرفته‌است، که به عنوان یکی از نمونه‌های معماری نفیس در سبک معماری مسکونی اولیه قرن بیستم شناخته شده‌است. آنها چهل و هفت خانه در اطراف دادگاه مرکزی به صورت یو شکل درست کردند که در امتداد خیابان سی و ششم و خیابان مرکزی قرار دارد. ساختمان هفت رو به خیابان مرکزی، ساختمان ده رو به خیابان سی و ششم، و ساختمان سی رو به روی دادگاه مرکزی قرار دارد.
در سال ۲۰۰۴، دادگاه مرکزی به عنوان یک منطقه تاریخی تعیین گردید و در فهرست ملی اماکن تاریخی ثبت شد. این منطقه به مراتب کوچک‌ترین ناحیه تاریخی در بخش خود در این شهر است و توسط مناطقی مانند پارک مریدین در فاصله کمی در جنوب غربی کوتوله واقع شده‌است.